# جون بيكر (سائق زلاجة)
جون بيكر (بالإنجليزية: John Baker)‏ هو سائق زلاجة ‏ أمريكي، ولد في عقد 1960 في كوتزبيو في الولايات المتحدة.

## وصلات خارجية
- جون بيكر على موقع سباق إديتارود تريل لزلاجات الكلاب (الإنجليزية)